# Misa za narod
Misa za narod (lat.: Missa Pro Populo) je izraz koji se koristi u liturgijskim tekstovima i crkvenim zakonima, a odnosi se na zahtjev prema kojemu su župnici obvezni namijeniti jednu svetu misu u sve nedjelje te za zapovjedne svetkovine.
Zakonik kanonskog prava (kan. 534) navodi:
1. Pošto preuzme župu u posjed, župnik je obvezan namijeniti misu za povjereni mu narod svake nedjelje i blagdana zapovijedanih u njegovoj biskupiji; onaj koji je u tome zakonito spriječen neka to učini tih dana preko drugoga ili drugih dana osobno.
2. Župnik koji se brine za više župa, u dane o kojima se govori u § 1, obvezan je namijeniti samo jednu misu za sav narod koji mu je povjeren.
3. Župnik koji nije udovoljio obvezi o kojoj se govori u §§ 1 i 2 neka što prije namijeni za narod toliko misa koliko ih je propustio.